# Maria Widal
Maria Widal, von 1914 bis 1916 als Luzzy Werren aktiv, (* 28. Dezember 1888 als Meta Louise Erdmuthe Gohn in Danzig; † nach 1933) war eine deutsche Stummfilmschauspielerin.

## Leben
Die Tochter des Lokomotivführers Hermann Gohn und seiner Frau Caroline, geb. Baumann, war zunächst mit dem Bergpraktikanten Harry Werren verheiratet und wirkte ab 1914 unter dem Namen Luzzy Werren als Darstellerin in einigen dänischen Inszenierungen von Holger-Madsen und Aage Brandt mit. Ab 1916 spielte sie unter dem Pseudonym Maria Widal nahezu ausschließlich Hauptrollen in deutschen Leinwandproduktionen des gebürtigen Dänen Urban Gad. Gegen Ende ihrer recht kurzen Filmkarriere nahm sie auch Engagements unter anderen Regisseuren an.
1920 heiratete sie den Berliner Juristen und Inhaber eines Modehauses Stephan Gerstel und zog sich infolgedessen weitgehend von der Schauspielerei zurück. Nach der Scheidung 1925 und erneuter Heirat noch im selben Jahr wurde 1934 auch diese Ehe geschieden. Über Maria Widals späteres Leben ist derzeit nichts bekannt.

## Filmografie

### AlsLuzzy Werren
- 1914: Min Ven Levy
- 1914: Endelig alene
- 1914: Den moderne Messalina
- 1914: Bankhvælvingens Hemmelighed
- 1914: Under Vampyrens Kløer
- 1914: Die Waffen nieder! (Ned med våbnene)
- 1914: Man skal ikke skue Hunden paa Haarene
- 1915: Doktor Lucas
- 1915: Skæbnens Dom
- 1915: Det graa Slots Hemmelighed
- 1915: Skyldig – ikke skyldig
- 1915: Hjertet, der brast
- 1915: Den røde Slangeklub
- 1916: Karfunkeldronningen
- 1916: Kains Slægt
- 1916: Tusmørkemændene
- 1916: Guldkværnen
- 1916: Prøvens Time
- 1916: Det stjaalne ansigt
- 1916: Marodør

### AlsMaria Widal
- 1916: Die Gespensterstunde
- 1916: Der breite Weg
- 1916: Die verschlossene Tür
- 1916: Der rote Streifen
- 1917: Klosterfriede
- 1917: Die neue Daliah
- 1917: Die Vergangenheit rächt sich
- 1917: Der Schmuck des Rajah
- 1917: Rosen, die der Sturm entblättert
- 1918: Das verhängnisvolle Andenken
- 1918: Das sterbende Modell
- 1918: Die Kleptomanin
- 1918: Der schuldlose Verdacht
- 1918: Vera Panina
- 1919: Entfesselte Leidenschaften
- 1919: Die gefährliche Abenteurerin
- 1919: Das Lied der Tränen
- 1919: Im Rausche der Sinne
- 1919: Irenes Fehltritt
- 1922: Graf Festenberg